# Piper puberulidrupum
Piper puberulidrupum är en pepparväxtart som beskrevs av Truman George Yuncker. Piper puberulidrupum ingår i släktet Piper och familjen pepparväxter. Inga underarter finns listade i Catalogue of Life.